# Leonard Hermans
Leonardus Josephus (Leonard) Hermans (Leiden, 12 september 1917 – 3 januari 1998) was een Nederlands politicus van de KVP, later de PPR en uiteindelijk onafhankelijk.
Hij werd geboren als zoon van een koopman. Na zijn studie Indologie aan de Rijksuniversiteit Leiden trad hij in 1941 in dienst bij de gemeente Oegstgeest. In 1943 werd hij chef van de gemeentesecretarie van Rijnsburg en in 1945 vertrok hij naar Nederlands-Indië waar hij eerst werkzaam was als ambtenaar Binnenlands Bestuur en daarna van 1951 tot 1955 als procuratiehouder/stafemployé van de Bank Indonesia (voorheen Javasche Bank). Begin 1955 keerde hij terug naar Nederland en in september van dat jaar werd Hermans benoemd tot burgemeester van Woensdrecht. In februari 1967 volgde zijn benoeming tot burgemeester van Culemborg. Rond 1973 maakte hij de overstap naar de PPR en daarmee was hij de tweede PPR-burgemeester in Nederland (Jacques Tonnaer was al eerder overgestapt naar de PPR). Later verliet Hermans ook die partij. In juni 1982 ging hij vervroegd met pensioen. Begin 1998 overleed Hermans op 80-jarige leeftijd.